# Anna Leszczyńská
Anna Leszczyńská (25. května 1699 – 20. června 1717) byla polská šlechtična z rodu Leszczyńských.

## Život
Byla nejstarší dcerou Stanisława I. Leszczyńského a jeho manželky, rozené hraběnky Kateřiny Opalińské. Anna byla pojmenována po své babičce z otcovy strany, rozené Anně Jabłonowské. Její jediná sestra Maria Leszczyńska se narodila o čtyři roky později v roce 1703 a roku 1725 se stala francouzskou královnou jako manželka Ludvíka XV.
Anna zemřela 20. června 1717 ve věku pouhých 18 let na zámku Tschifflick u Zweibrückenu. Příčinou úmrtí byl pravděpodobně zápal plic. Pohřbena byla hned následujícího dne v klášteře Gräfinthal. Krále Stanisława dceřina smrti velmi zarmoutila. Dokonce požádal svou druhou dceru Marii, aby už nikdy v jeho přítomnosti nevyslovovala jméno Anna.